# Praia Cruz
Praia Cruz ist ein Dorf im Nordosten der Insel São Tomé im Água Grande-Distrikt in São Tomé und Príncipe. Das Dorf befindet sich etwa fünf Kilometer nordwestlich der Hauptstadt São Tomé. Nach offiziellen Schätzungen hatte Praia Cruz 2008 etwa 1753 Einwohner.
In Praia Cruz befindet sich der nationale Flughafen des Landes, der Aeroporto international de São Tomé.